# Valerius Maximus
Valerius Maximus byl římský historik, rétor a spisovatel žijící v 1. století n. l.

## Život a dílo
O jeho životě není známo takřka nic kromě toho, že se narodil do chudé rodiny, působil během vlády císaře Tiberia a za mnoho vděčil svému příteli a ochránci Sextu Pompeiovi, kterého v letech 24 a 25 doprovázel na východ do Asie.
Je autorem sbírky historických anekdot Factorum ac dictorum memorabilium libri IX, která byla určena pro použití ve školách rétoriky jako ukázka lidských ctností a neřestí. Při psaní tohoto díla Valerius Maximus čerpal z římských a řeckých dějin, kvůli čemuž využíval práce autorů jako Cicerona, Livia, Sallustia, Pompeia Troga a Marca Varra. Struktura knihy je značně nepravidelná. I přesto, že se v ní Maximus dopustil mnoha zásadních omylů a nepřesností, stala se velmi populární, a to zejména ve středověku. Knihu Maximus věnoval císaři Tiberiovi. Zastával v ní názor, že Římané jsou oproti svým předkům kulturně podřadní, ale obecně jsou lepší než zbytek světa.